# Erzbistum Brazzaville
Das Erzbistum Brazzaville (lateinisch Archidioecesis Brazzapolitana, französisch Archidiocèse de Brazzaville) ist eine in der Republik Kongo gelegene römisch-katholische Erzdiözese mit Sitz in Brazzaville. Es umfasst Regionen des Hauptstadtdistrikts Brazzaville und den Distrikt Ngaba im Departement Pool.
Die Kirchenprovinz Brazzaville erstreckt sich neben dem Erzbistum Brazzaville über die Bistümer Gamboma und Kinkala.

## Geschichte
Am 4. Juni 1886 wurde im Mittelkongo (Teil der französischen Kolonie Französisch-Äquatorialafrika) ein Apostolisches Vikariat errichtet. Es spaltete sich am 14. Oktober 1890 in die Apostolischen Vikariate des oberen und niederen Kongo. Am 14. Juni 1922 wurde das Apostolische Vikariat des oberen Kongo in das Apostolische Vikariat von Brazzaville umbenannt.
Am 14. September 1955 wurde das Apostolische Vikariat zur Erzdiözese erhoben.
Im Zuge der Neuordnung der Kirchenprovinzen wurden die bisher dem Erzbistum Brazzaville als Suffragane unterstehenden Bistümer Pointe-Noire, Dolisie, Nkayi, Owando, Impfondo und Ouesso am 30. Mai 2020 aus der Kirchenprovinz ausgegliedert.

## Bischöfe
- Antoine-Marie-Hippolyte Carrie CSSp (8. Juni 1886–14. Oktober 1890)
- Philippe-Prosper Augouard CSSp (14. Oktober 1890–3. Oktober 1921)
- Firmin-Jules Guichard CSSp (12. Juni 1922–27. April 1936)
- Paul Joseph Biéchy CSSp (27. Januar 1936–1954)
- Michel-Jules-Joseph-Marie Bernard CSSp (18. Juli 1954–2. Mai 1964)
- Théophile Mbemba (23. Mai 1964–14. Juni 1971)
- Émile Kardinal Biayenda (14. Juni 1971–23. März 1977)
- Barthélémy Batantu (15. November 1978–23. Januar 2001)
- Anatole Milandou (23. Januar 2001–21. November 2021)
- Bienvenu Manamika Bafouakouahou (seit 21. November 2021)

## Bedeutende Kirchenbauten
- Kathedrale Sacré-Cœur in Brazzaville
- Basilika St. Anna in Brazzaville

## Statistik
| Jahr | Bevölkerung | Bevölkerung | Bevölkerung | Priester     | Priester         | Priester       | Priester               | Ständige Diakone | Ordensleute  | Ordensleute      | Pfarreien |
| Jahr | Katholiken  | Einwohner   | %           | Gesamtanzahl | Diözesanpriester | Ordenspriester | Katholiken je Priester | Ständige Diakone | Ordensbrüder | Ordensschwestern |           |
| ---- | ----------- | ----------- | ----------- | ------------ | ---------------- | -------------- | ---------------------- | ---------------- | ------------ | ---------------- | --------- |
| 1950 | 107.888     | 400.000     | 27,0        | 58           | 7                | 51             | 1.860                  |                  | 73           | 47               | 16        |
| 1959 | 106.267     | 245.000     | 43,4        | 69           | 15               | 54             | 1.540                  |                  | 74           | 85               | 17        |
| 1964 | 160.756     | 360.000     | 44,7        | 77           | 26               | 51             | 2.087                  |                  | 67           | 98               | 24        |
| 1980 | 370.000     | 610.000     | 60,7        | 70           | 20               | 50             | 5.285                  | 2                | 26           | 77               | 31        |
| 1990 | 322.912     | 840.535     | 38,4        | 63           | 25               | 38             | 5.125                  |                  | 108          | 132              | 35        |
| 1997 | 588.138     | 1.388.138   | 42,4        | 102          | 62               | 40             | 5.766                  |                  | 84           | 74               | 30        |
| 2000 | 587.065     | 1.387.065   | 42,3        | 82           | 54               | 28             | 7.159                  |                  | 72           | 74               | 32        |
| 2004 | 418.647     | 719.950     | 58,1        | 85           | 51               | 34             | 4.925                  |                  | 105          | 88               | 35        |
| 2006 | 431.225     | 758.000     | 56,9        | 104          | 63               | 41             | 4.146                  |                  | 105          | 240              | 40        |
| 2012 | 505.000     | 886.000     | 57,0        | 146          | 98               | 48             | 3.458                  |                  | 184          | 304              | 45        |
| 2018 | 587.385     | 1.031.620   | 56,9        | 166          | 103              | 63             | 3.538                  |                  | 162          | 297              | 47        |